# Pulzar
Púlzar je zelo namagnetena, vrteča se nevtronska zvezda, ki oddaja žarke elektromagnetnega valovanja.
Glede na valovno območje pulziranja razdelimo pulzarje v radijske, rentgenske in gama pulzarje. Določeni pulzarji, kot sta Geminga in Rakovica, pulzirajo v celotnem elektromagnetnem spektru. Radijski pulzarji delujejo po načelu svetilnika, tj. zaznamo jih le takrat, kadar smer žarka valovanja kaže proti Zemlji. Pulzarji so lahko izolirane zvezde ali pa v dvojnih sistemih. Okrog nekaterih pulzarjev, kot je PSR B1257+12, krožijo t. i. pulzarjevi planeti. Ta pulzar sta leta 1990 s pomočjo znanega radijskega daljnogleda Arecibo v Portoriku odkrila Wolszczan in Frail. Leta 1992 sta okrog tega pulzarja odkrila tudi dva pulzarjeva planeta. Njuno odkritje se je izkazalo tudi kot odkritje prvih zunajosončnih planetov katerekoli vrste.
Zaradi velike gostote nevtronskih zvezd je vrtilna doba, s tem pa tudi interval med opaženimi pulzi valovanj, dokaj stalna, pri čemer znaša opazovana perioda pulzov od 1,4 ms do 8,5 s. Točnost oddajanja pulzov valovanj nekaterih pulzarjev je primerljiva z atomsko uro.
Pulzarje je odkrila Jocelyn Bell med raziskovanjem kvazarjev z radijskim daljnogledom leta 1967.

## Nastanek in značilnosti
Nastajanje pulzarja se prične z gravitacijskim sesedanjem sredice masivne zvezde med supernovo, zaradi česar nastane nevtronska zvezda, pri tem pa mora biti masa sredice večja od 1,4 Sončeve mase. Le-ta obdrži večino svoje vrtilne količine, medtem ko se njen polmer zmanjša na le nekaj kilometrov, zato ima visoko kotno hitrost.
Zaradi visoke hitrosti in s tem velike rotacijske energije nastaja zelo močno magnetno polje, katerega vrtenje ustvarja električno polje. To električno polje povzroča močno pospeševanje protonov in elektronov na površini zvezde in zaradi tega nastaneta dva ozka elektromagnetna žarka, ki izhajata iz polov magnetnega polja, podobno kot pri svetilniku.
Pulzar se vrti po dveh oseh, po osi vrtenja in magnetni osi, ki pa je rahlo odmaknjena od osi vrtenja. Magnetna os določa smer potovanja žarka, zato se žarek lahko opazi le enkrat pri enem obratu pulzarja, kar daje slednjemu pulzirajočo naravo sevanja.

## Poimenovanje
V začetku so pulzarje poimenovali s črkami odkriteljskega observatorija in dodano rektascenzijo (npr. CP 1919). Z odkivanjem novih pulzarjev je črkovna koda postajala nerodna, tako da so se dogovorili za zamenjavo takšne oznake z akronimom PSR (angleško Pulsating Source of Radio; utripajoč radijski vir. Poleg rektascenzije so dodali tudi deklinacijo telesa (npr. PSR 0531+21), včasih pa deklinacijo do desetine stopinje (npr. PSR 1913+167). Pulzarji, ki navidezno ležijo zelo skupaj, imajo včasih dodano še črko (npr. PSR 0021-72C in PSR 0021-72D).
Sodobni dogovor je, da se k starejšim številkam doda črka B (npr. PSR B1919+21), kjer B pomeni, da sta koordinati za epoho 1950,0. Vsi novi pulzarji so označeni z J, kar označuje koordinati za epoho 2000,0, kjer so deklinaciji dodane tudi minute (npr. PSR J1921+2153). Pulzarji, ki so jih odkrili pred letom 1993 še vedno nosijo oznako z B namesto rabe s črko J (npr. PSR J1921+2153 je bolj znan kot PSR B1919+21). Nedavno odkriti pulzarji imajo samo črko J, kar zagotavlja točnejši koordinati njihove navidezne lege na nebu.

## Opazovanja pulzarjev
Raziskovalci z Inštitutov za gravitacijsko fiziko in radijsko astronomijo Maxa Plancka so z mednarodnim sodelovanjem ob naključnem iskanju s posebno analizo podatkov iz daljnogleda LAT Fermijevega vesoljskega observatorija, izstreljenega leta 2008, odkrili nenavaden zelo mlad energetski pulzar PSR J1838-0537, ki je med opazovanjem septembra 2009 doživel največje do sedaj opazovano odstopanje v vrtenju pri gama pulzarjih.